# Switched
Switched (Früher bekannt als Sw1tched) ist eine US-amerikanische Nu-Metal-/Hard-Rock-Band aus North Royalton, Ohio.

## Geschichte
Switched wurden durch Auftritte auf bekannten Festivals wie dem Ozzfest im Jahr 2002 und der Vans Warped Tour 2001 und 2002 bekannt. Ihr Debüt-Album Subject to Change wurde durch Immortal Records / Virgin Records im Jahr 2001 veröffentlicht und verkaufte sich 100.000 Mal weltweit.
Während der Aufnahmen für ihr zweites Album verließ die Band ihr Label Immortal Records und legten die Band auf Eis.
Mit Hilfe ihres ersten Managers, Thom Hazaert, fand die Band wieder zueinander (mit Besetzungswechsel) und veröffentlichte ihr zweites Album, Ghosts in the Machine. Das zwei-CD-Album beinhaltet Raritäten, B-Sides und Demos.

## Diskografie
- 2002: Subject to Change
- 2006: Subject to Change (Wiederveröffentlichung)
- 2006: Ghosts in the Machine